# Minni Boh
Minna Elise Charlotte Ankele, meglio nota come Minni Boh, dal cognome del marito, lo scrittore Felix Boh (Geestemünde, 11 luglio 1858 – Pillnitz, 6 aprile 1918), è stata una scrittrice tedesca.
Nacque a Geestemünde, sobborgo di Bremerhaven, da un commerciante, Johann Heinrich Ankele. Fin dall'infanzia dimostrò interesse per la scrittura, componendo favole per i fratelli.
Dopo il matrimonio con lo scrittore Felix Boh, nel 1882, cominciò a pubblicare le proprie opere. Si tratta perlopiù di favole, poesie e racconti per bambini, che ebbero un grande successo: la favola Ein Flug durchs Zauberland fu accettata dall'imperatrice Augusta Vittoria di Schleswig-Holstein-Sonderburg-Augustenburg come lettura per i principi mentre la fiaba teatrale natalizia Im Nixenschloss fu rappresentata a lungo a Dresda (dove la Boh si era trasferita a seguito del marito), Vienna e Chemnitz.
Morì a Pillnitz, all'epoca un sobborgo, oggi un quartiere di Dresda, il 6 aprile 1918.

## Opere
- Ein Flug durchs Zauberland. Neuer Märchenstrauß für die Jugend (due favole, 1890)
- Sie will zur Bühne (Commedia teatrale, 1893)
- Im Nixenschloß (Fiaba teatrale natalizia, 1896)
- Treu vereint (Poesie, 1896)
- Zu hoch hinaus (Racconti, 1904)
- Balladen (Poesie, 1908)
- Schuld (Racconti in rima, 1910)
- Ludmilla (Libretto d'opera, 1912)
- Kriegsgedichte (Poesie, 1915)